# Brigitte Langenhagen
Brigitte Langenhagen, née le 8 décembre 1939 à Hambourg, est une femme politique allemande.
Membre de l'Union chrétienne-démocrate d'Allemagne, elle siège au Parlement européen de 1990 à 2004. 